# 7068 Minowa
7068 Minowa eller 1994 WD1 är en asteroid i huvudbältet som upptäcktes den 26 november 1994 av de japanska astronomerna Yoshio Kushida och Osamu Muramatsu vid Yatsugatake-Kobuchizawa-observatoriet. Den är uppkallad efter den japanske amatörastronomen Toshiyuki Minowa.
Asteroiden har en diameter på ungefär 6 kilometer.